# Garrotte
Garrotte, im Deutschen häufig auch Garotte, bezeichnet ein Hinrichtungs- und Folterinstrument sowie ein Mordwerkzeug, welches auch Teil des sogenannten Würgegalgens ist, der auf demselben Prinzip beruht.

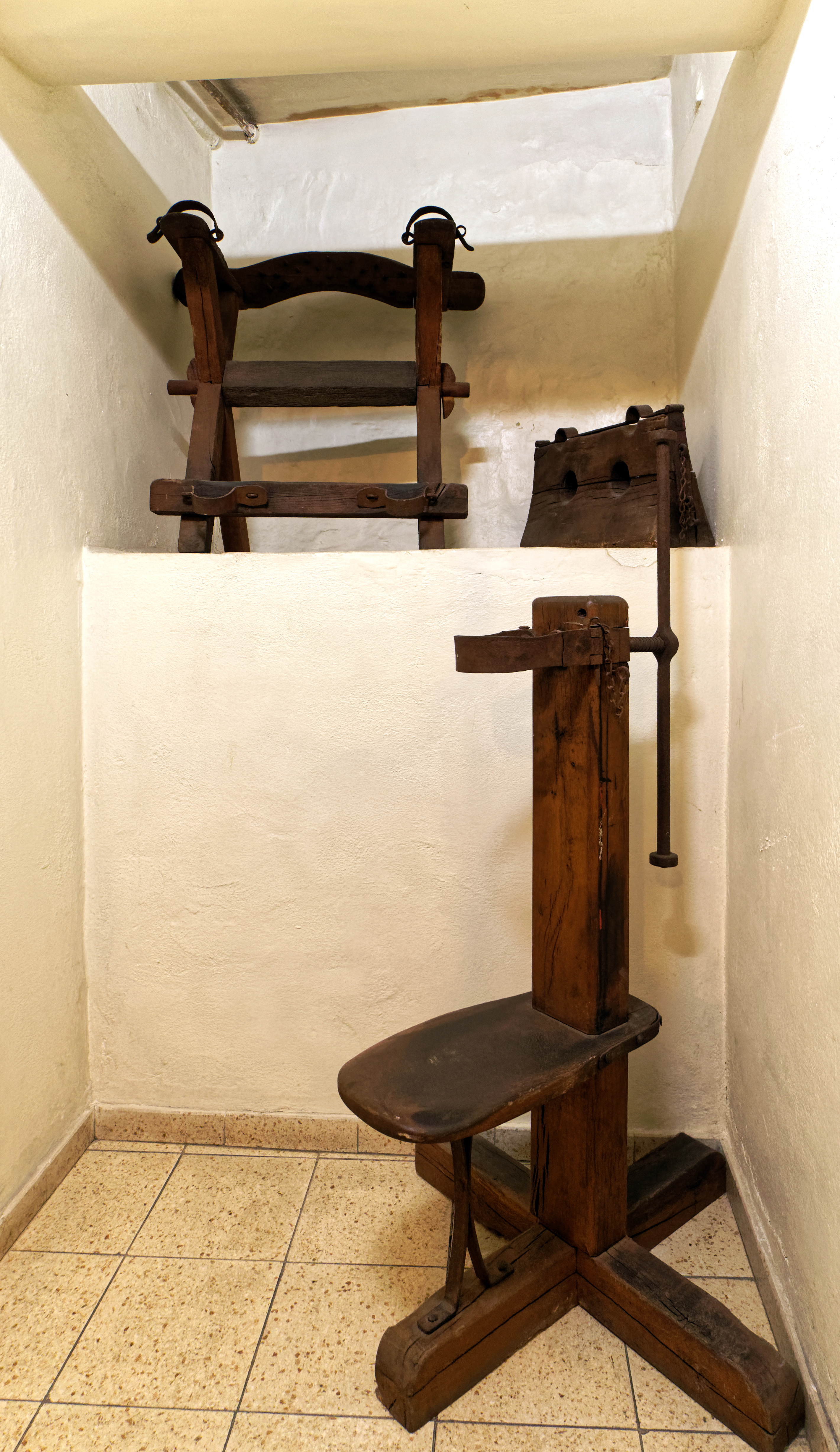
Garrotte im Mittelalterlichen Kriminalmuseum Rothenburg ob der Tauber

## Garrotte als Hinrichtungsinstrument
Eine Garrotte (auch Garrota, von spanisch garrote vil = schändlicher/niederträchtiger Stock; im Deutschen auch Halseisen, Würgeisen oder Würgschraube genannt) ist eine Vorrichtung, bei der der Verurteilte an einen Holzpfahl gefesselt wird und der Hals eingeschnürt wird. Die Garrotte wurde und wird auch noch als Folterinstrument verwendet.
Im Gegensatz zum Abschnüren der Halsschlagader erfolgt bei der Garrotte ein Zusammenpressen der Luftröhre. Das Opfer wird erdrosselt, der Tod tritt langsam durch Ersticken ein. In frühen Versionen legte der Henker eine Schlinge (Äußere Spanische Winde) von hinten um den Hals des Opfers, die er mittels eines Stocks langsam zudrehte. Später wurde die Schlinge durch ein Metallband ersetzt, das lediglich zum Fixieren diente. Dem Opfer wurde von hinten eine Metallschraube ins Genick gedreht, wodurch der Tod in der Regel eintrat, sobald die Schraube in das Halsmark eindrang.
In Spanien – dort regierte seit dem Jahre 1936 bis zu seinem Tod 1975 der Diktator Francisco Franco (Franco-Diktatur) – wurden bis 1974 Todesurteile durch die Garrotte vollstreckt. In den staatlich beeinflussten Medien wurde ausführlich darüber berichtet. Die letzten Opfer waren Salvador Puig Antich und der Deutsche Georg Michael Welzel (alias Heinz Ches). 1978 wurde die Todesstrafe in Spanien abgeschafft.

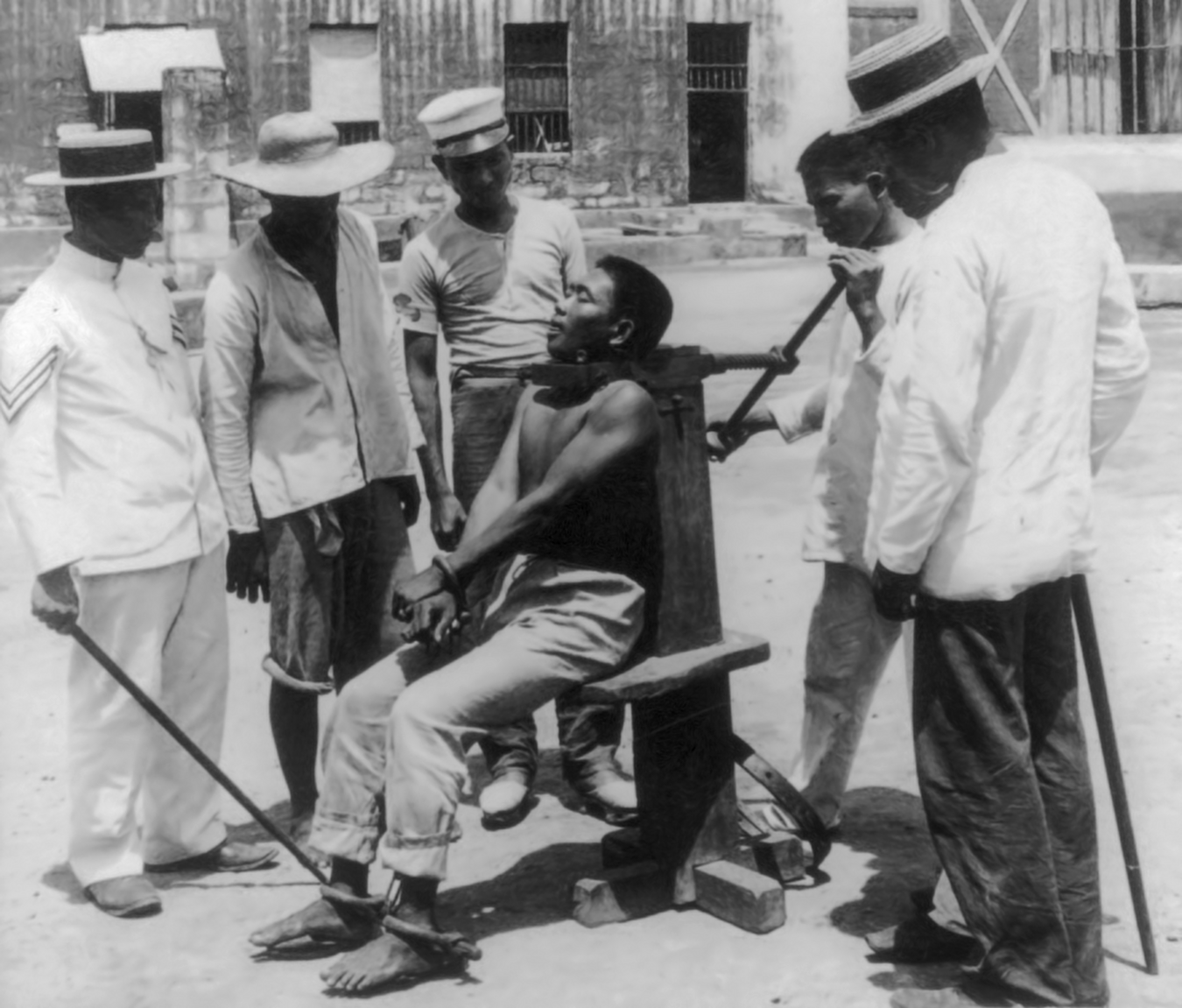
Hinrichtung mit der Garrotte im Jahre 1901 im Bilibid-Gefängnis in Manila auf den Philippinen
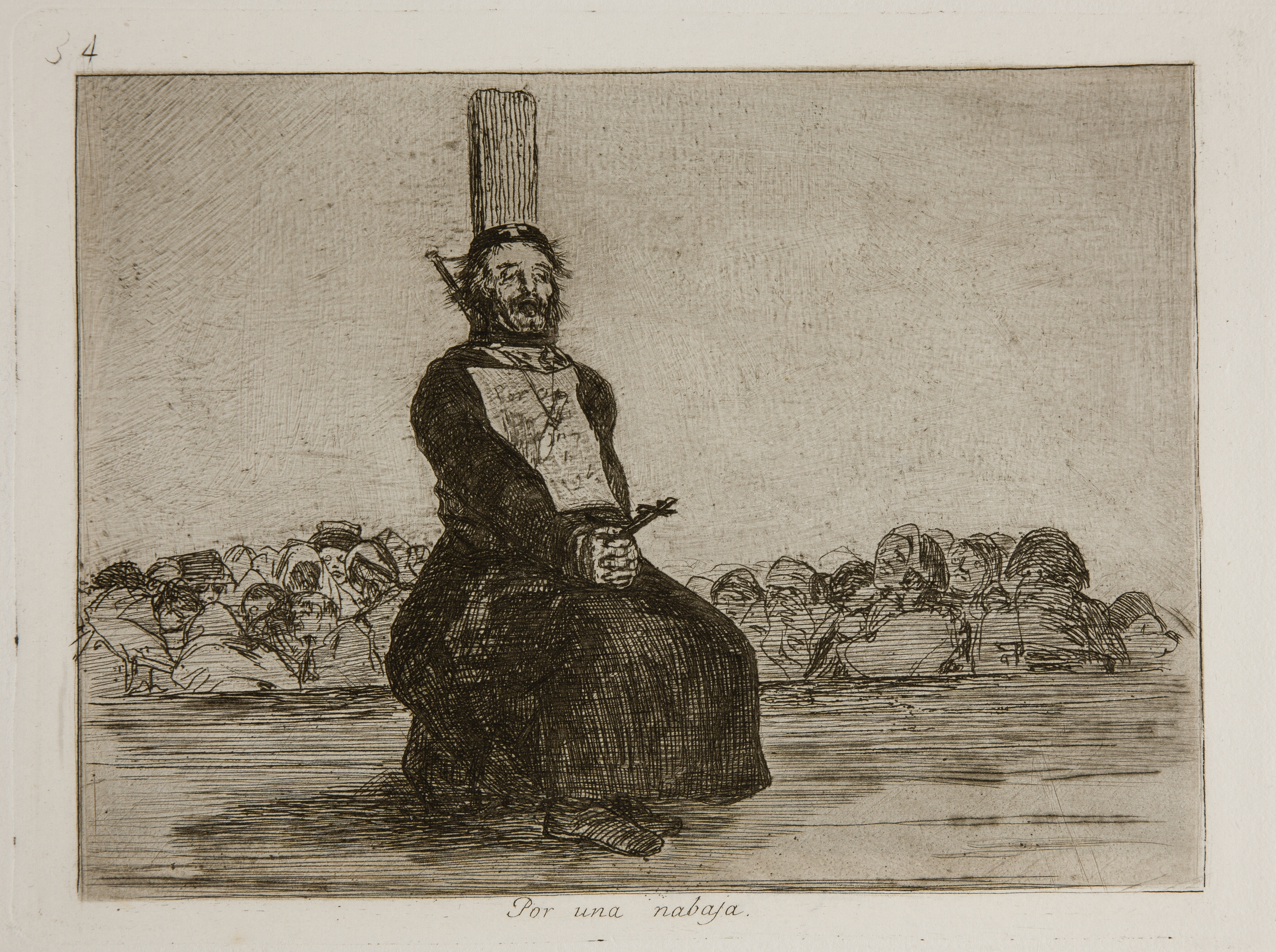
Gemälde von Francisco de Goya: Desastres de la Guerra. Wegen eines unerlaubten Messers wurde dieser Mann während des Spanischen Befreiungskrieges öffentlich garrottiert.
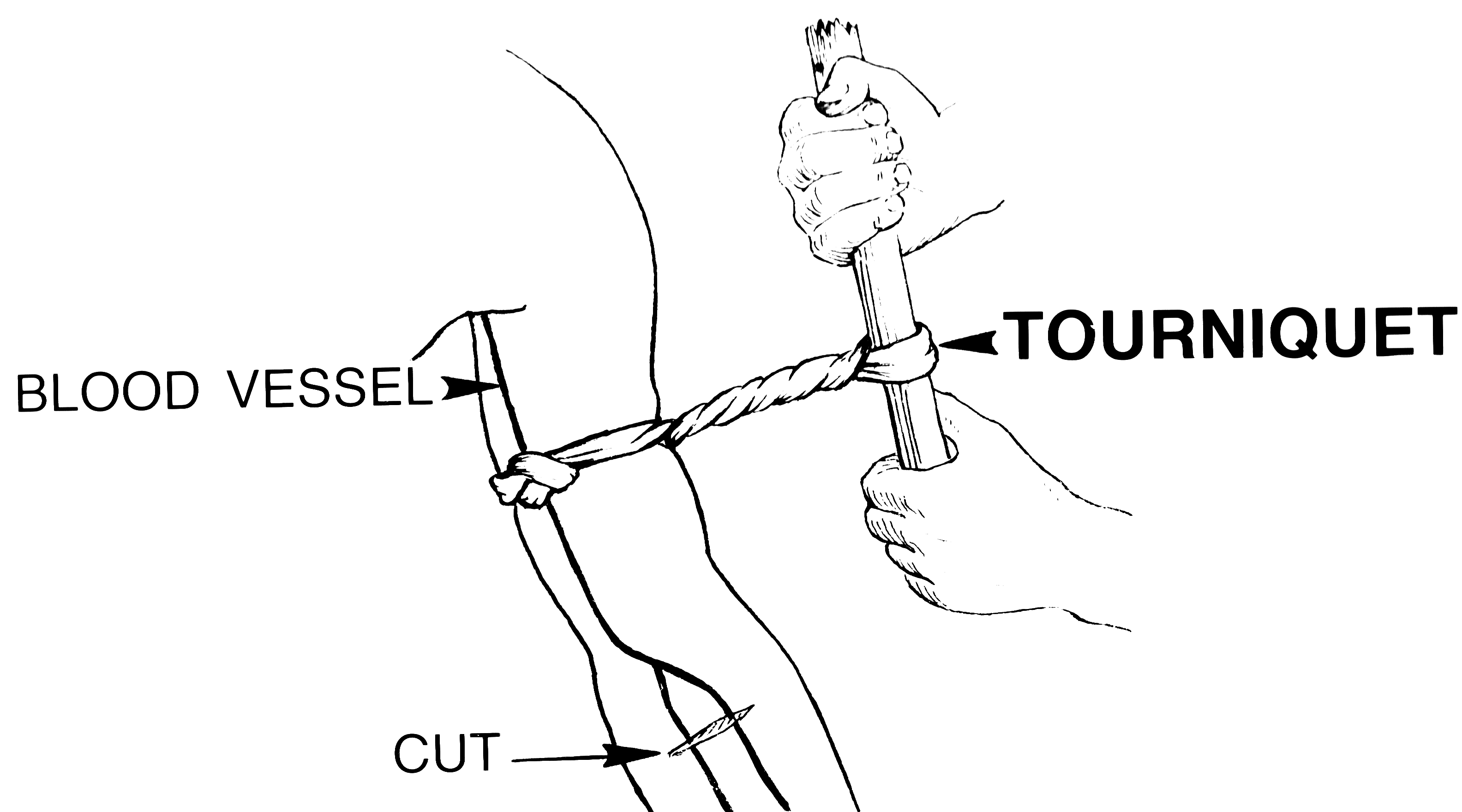
Muster der älteren Garrotte, hier als medizinische Anwendung beim Abbinden eines Arms mit der Spanischen Winde

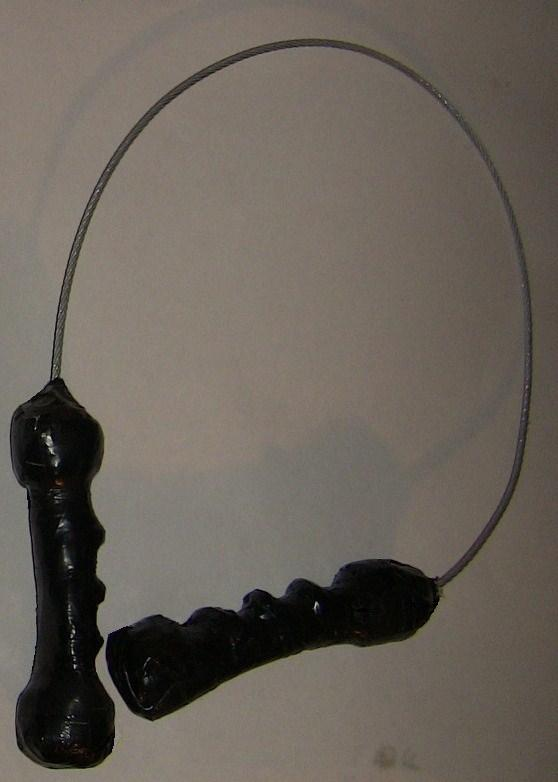
Garrotte als Mordwerkzeug

## Garrotte als Mordwerkzeug
Auch ein mittelstarker Metalldraht, der an den beiden Enden mit jeweils etwa 10–15 cm langen (Holz-)Griffen versehen ist, wird als Garrotte bezeichnet. Diese klassische Garrotte wurde überwiegend von den Kriminellen im Frankreich des 19. und frühen 20. Jahrhunderts benutzt (etwa in Paris-Montmartre oder im Hafenviertel von Marseille). Auch die alteingesessenen Mafiaorganisationen (besonders die Cosa Nostra in Sizilien) benutzten als Mordinstrument häufig die Garrotte. Mit der Garrotte als Mordwerkzeug kann der Mörder in der Regel sein Opfer von hinten erdrosseln, ohne dass es laute Geräusche von sich gibt.
Während des Zweiten Weltkriegs war die Garrotte eine beliebte Waffe bei französischen und englischen Agenten, da sich der Draht aufgewickelt in einem Kondom verstecken ließ, welchem bei einer Durchsuchung im Rahmen einer Gefangennahme oft keine allzu große Beachtung geschenkt wurde.
Bis heute werden bei Durchsuchungen immer wieder Garrotten gefunden, deren Besitz in Deutschland illegal ist.

## Rechtliche Situation in Deutschland
Als Drossel-Instrument zählt die Garrotte in Deutschland, gemäß Anlage 2 des Waffengesetzes, zu den illegalen Waffen. Erwerb, Besitz, Überlassen, Überführen, Verbergen, Mitführen, Herstellung, Bearbeitung, Instandsetzung und Handel sind demnach gemäß § 52 III Nr. 1 WaffG verboten und können mit Freiheitsstrafe bis zu drei Jahren oder Geldstrafe geahndet werden.

## Berühmte Opfer

### Reale Personen

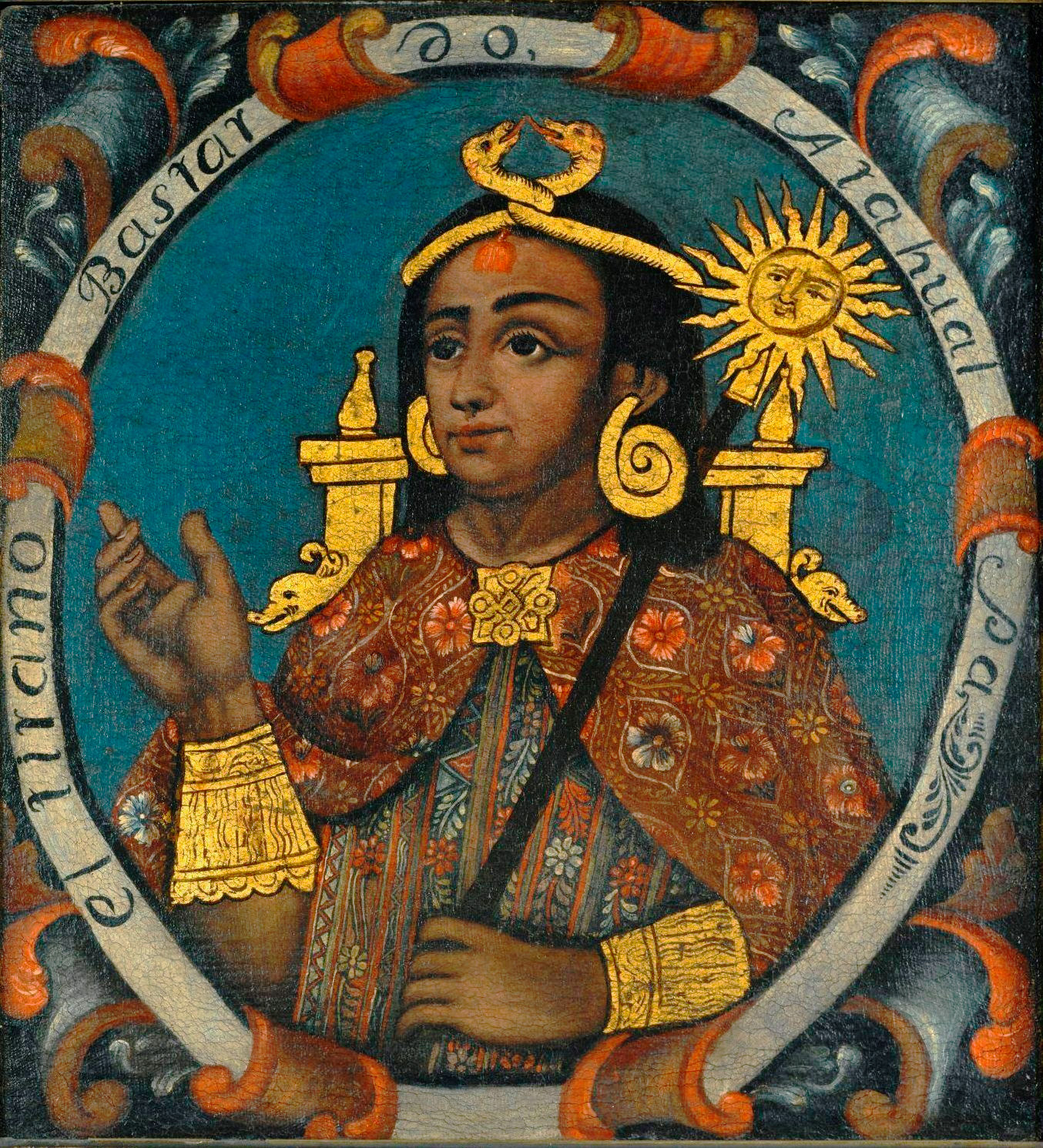
Für die unehrenhafte Hinrichtung von Atahualpa, dem letzten Herrscher des Inkareiches, werden Francisco Pizarro und Diego de Almagro verantwortlich gemacht

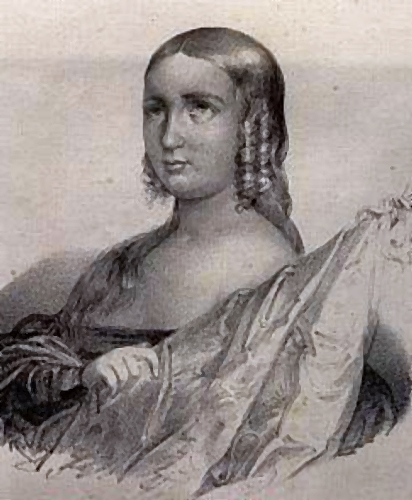
Mariana Pineda aus Granada zählt zu den wenigen mittels Garrotte hingerichteten Frauen

Die weitaus größere Zahl der Opfer ist weder übermittelt noch nach Todesursache erfasst oder in einem eigenen Eintrag beschrieben, so dass es sich hier um eine Auswahl handelt.
| Jahr       | Name                                     |
| ---------- | ---------------------------------------- |
| 63 v. Chr. | Publius Cornelius Lentulus Sura          |
| 46 v. Chr. | Vercingetorix                            |
| 1533       | Atahualpa                                |
| 1538       | Diego de Almagro                         |
| 1561       | Şehzade Bayezid                          |
| 1683       | Kara Mustafa Pascha                      |
| 1739       | António José da Silva                    |
| 1781       | Tomasa Tito Condemayta                   |
| 1822       | Francisco Javier de Elío                 |
| 1831       | Mariana de Pineda Muñoz                  |
| 1851       | Narciso López                            |
| 1872       | GOMBURZA (einschließlich Jacinto Zamora) |
| 1897       | Michele Angiolillo                       |
| 1959       | Pilar Prades                             |
| 1974       | Salvador Puig Antich                     |

### Verwendung in Filmen (Auswahl)
- 1963 drehte Luis García Berlanga Der Henker (El verdugo), eine schwarze Komödie über die Todesstrafe in Spanien, wo Hinrichtungen noch nach dem 2. Weltkrieg mit der Garrotte ausgeführt wurden.[6]
- 1972 ließ Francis Ford Coppola in Der Pate den Mafiamord an der Figur Carlo Rizzi mit einer Garrotte im Auto durchführen.[7]
- 1994 wurde im deutschen Fernsehkrimi Tatort: Mord in der Akademie ein junger Mann in einer Kunstakademie mit einer Drahtschlinge ermordet, die zum Abschneiden von Ton gedacht war und exakt dasselbe Funktionsprinzip hat wie eine Garrotte.
- 1982 wurde in Dario Argentos Giallo-Klassiker Tenebrae ein junger Mann auf dieselbe Weise wie bei Coppola im Auto mit einer Garrotte erdrosselt.
- 2006 wurde Luis Carrero Blanco (der in Wirklichkeit bei einem Attentat ums Leben kam) in Salvador – Kampf um die Freiheit mit einer Garrotte hingerichtet.[8]

## Belege
1. ↑  Todesstrafe. Abgerufen am 22. Dezember 2013.
2. ↑  H. Keith Melton: Die Welt der Spione: Im Auftrag der Geheimdienste. Paletti, Köln 2004, ISBN 978-3-8336-0134-7.
3. ↑  Kathrin Unverdorben: Bundespolizei-Praktikanten entdecken illegale Waffen. In: BR24. 12. Mai 2022, abgerufen am 6. Januar 2024.
4. ↑  Steindorf Waffenrecht, Anlagen zum WaffG Rn. 136
5. ↑  MüKo-StGB, § 1 WaffG Rn. 132
6. ↑  El verdugo. Der Henker. Deutsches Historisches Museum / Zeughauskino, abgerufen am 17. Januar 2023
7. ↑  "Carlo Rizzi's Death" THE GODFATHER (1972) Dir. Francis Ford Coppola. YouTube, abgerufen am 6. Januar 2023
8. ↑  Tod durch die Garotte. SALVADOR - KAMPF UM DIE FREIHEIT von Manuel Huerga. nd, abgerufen am 6. Januar 2023